# Ricardo Ribas
Ricardo Domingos Pires Ribas (Malhadas, Miranda do Douro a 8 de Outubro de 1977), é um atleta português praticante de meio fundo e fundo. Participou nos Jogos Olímpicos do Rio’2016 na prova da maratona. Especialista em corta-mato e maratona  corre igualmente em pista, sendo a sua melhor prova a 10000 metros.
Compete pelo Sporting Clube de Braga desde 2018-19. Já representou a Selecção Nacional em 32 ocasiões e é actualmente o atleta em actividade, em masculinos, com mais presenças em campeonatos internacionais de corta-mato (europeu ou mundial, seja na vertente longa ou curta).
Correu pelo Ginásio Clube de Bragança, Maratona Clube de Portugal, Skoda, Conforlimpa, Sport Lisboa e Benfica e Sporting Clube de Braga.

## Palmarés
2002
Esteve presente no Campeonato do Mundo de Corta-Mato curto, em Dublin, tendo sido 85º classificado. A equipa portuguesa classificou-se em 14º lugar.
Campeão de Portugal em Pista, nos 5000 metros, com a marca de 14.10,25 com a camisola do Maratona.
2003
Participou e venceu a 38ª edição do prestigiado Chiba International Cross Country, prova de corta mato no Japão de nivel IAAF com o tempo de 36:27 (para os 12 km de percurso)
A 14 de Dezembro participou no Campeonato Europeu de Corta-Mato, tendo feito parte da equipa nacional que obteve o  3º lugar
2004
Participou no Campeonato do Mundo de Corta-Mato, tendo concluído em 105º lugar, não pontuando para a equipa, que foi 13ª classificada.
2005
Foi campeão nacional de Corta-Mato curto (em Santa Maria da Feira) tendo a sua equipa, o Skoda, vencido igualmente por equipas
Participou no Campeonato Europeu de Corta Mato, em França, tendo obtido o 56º lugar. A equipa portuguesa foi 8ª classificada.
2006
Participou no Campeonato do Mundo de Corta-Mato, em Fukuoka, a 2 de Abril de 2006, tendo ficado em 47º lugar. A selecção nacional foi 7ª classificada.
Fez parte da equipa que foi terceira classificada no Campeonato Europeu de Corta-Mato, que se realizou a 10 de Dezembro, na Itália.[carece de fontes?]
2007
Foi campeão nacional de Corta-Mato curto (em Sintra).
Esteve presente no Campeonato do Mundo de Corta-Mato, em Mombasa (Quénia), tendo sido 93º classificado. A selecção nacional foi 10ª classificada.
A 9 de Dezembro, em Toro, Espanha, foi 9º classificado no Campeonato da Europa de Corta-Mato, tendo ajudado a selecção nacional a ser 2ª classificada.[carece de fontes?]
2008
Desistiu na prova do Campeonato do Mundo de Corta-Mato, realizada em Edimburgo. A selecção foi 12ª classificada.
2009
Participou na prova de Estrada (10 km) dos Jogos da Lusofonia tendo sido 3º classificado
2011
Presente no Campeonato da Europa de Corta-Mato, em Velenje (Eslovénia), foi 45º. A equipa foi 6ª classificada.
2012
Campeão Nacional em Pista, nos 10000 metros, com 28.47,16. A prova foi englobada no Troféu Ibérico de 10000m.
2013
Foi 3º classificado no Campeonato Nacional de Corta-Mato (curto). Colectivamente, Ricardo Ribas venceu o Campeonato Nacional de Estrada, o Campeonato Nacional de Corta-Mato Longo e o Campeonato Nacional de Corta-Mato Curto
2014
No Troféu Ibérico de 10000m, em Março, foi o melhor português, em 10º com o tempo de 28.53,24 tendo a equipa portuguesa perdido com a Espanhola.
Na Taça da Europa de 10000m, realizada em Skopje, Macedónia, 7 de Junho foi 17º e Portugal foi 6º por equipas.
Em Junho, no Campeonato da Europa de Pista, realizado em Zurique, participou na final directa dos 10000m, tendo sido 12º com 29.09,47 e na Maratona, onde foi 10º classificado, com 2.15.43.
Colectivamente, Ricardo Ribas venceu o Campeonato Nacional de Estrada, o Campeonato Nacional de Corta-Mato Longo e o Campeonato Nacional de Corta-Mato Curto
2018
Vencedor da Meia Maratona de Braga.

## Equipas
Iniciou-se no Ginásio Clube de Bragança aos 12 anos tendo permanecido nesse clube até à vinda para Lisboa, e para o Maratona, em 1995.
- 1995-2004 Maratona Club de Portugal
- 2004-2006 Skoda
- 2006-2009 Maratona Club de Portugal
- 2009-2010 Conforlimpa
- 2010-2012 Maratona Club de Portugal
- 2012-2018 Sport Lisboa e Benfica
- 2018-2019 Sporting Clube de Braga

## Presenças na Selecção
- 6 Campeonatos do Mundo Corta-Mato Longo
- 1 Campeonato do Mundo Corta-Mato Curto
- 7 Campeonatos da Europa de Corta-Mato
- 3 Taças da Europa das Nações
- 7 Taças da Europa de 10000m
- 1 Jogos da Lusofonia
- 2 Torneio Ibérico de 10000m
- 1 Campeonato da Europa de Pista
- 2 Presenças no Desporto Escolar

## Recordes pessoais
- 1500 metros	3:43.97	Funchal
- 3000 metros	7:55.91	Lisboa
- 5 000 metros	13:39.88	Luzern
- 10 000 metros	28:46:23	Lisboa
- 15 km 	44:35	Viana do Castelo
- 20 Km	1:00:56	Almeirim
- Meia Maratona (Recorde Pessoal)	1:03:58	Pombal
- Meia Maratona (Melhor Marca mas prova não permite recorde, porque tem desnível)	1:03:28	Newcastle
- Maratona	2:13:21	Düsseldorf
- 3000 metros com obstáculos 	8:53.74	Coimbra